# Тамино
Об оперном персонаже см. Тамино (Моцарт)
Тамино-Амир Мохарам Фуад (фр. Tamino-Amir Moharam Fouad) — бельгийский певец и автор-исполнитель. Внук египетского певца и актёра Мохарама Фуада (1934—2002).
Исполняя песни на английском, Тамино выпустил несколько мини-альбомов и один студийный альбом «Amir», который в основном получил положительные отзывы критиков. Издание «Индепендент» прозвали Тамино «бельгийским Джеффом Бакли», а Би-би-си — «новым звуком Нила».

## Биография
Будущий певец родился в Антверпене и был назван в честь Тамино — главного героя моцартовской оперы «Волшебная флейта». Его отец — Тарек Мохарам Фуад является сыном известного египетского актёра и певца Мохарама Фуада и ливанки Магды Бейдун. Таким образом Тамино имеет бельгийско-египетско-ливанское происхождение. Имеет младшего на три года брата Рами.
Хотя детство провёл между Египтом и Бельгией, арабским языком не владеет. С детства слушал разную музыку, ведь «мама имела прекрасную коллекцию записей». В 14 лет на чердаке дома своей семьи в Каире, Тамино нашёл резонаторную гитару своего деда и, отреставрировав, начал осваивать инструмент и писать песни, до этого играя только на фортепиано.
В 17 лет уехал учиться в Амстердамскую консерваторию.

### Начало музыкальной карьеры
В ноябре 2016 года бельгийская группа «Het Zesde Metaal» пригласила Тамино сыграть на бельгийском «Radio 1». Его первый сингл «Habibi» произвёл впечатление и радио приняло песню в ротацию.
В 2017 году Тамино выиграл конкурс музыкальных талантов на Studio Brussel. 11 октября 2017 года он сыграл концерт в зале «Ancienne Belgique» (Брюссель), после которого его прозвали «бельгийским Джеффом Бакли». Он также играл в брюссельском «Palais 12» и «Melkweg» в Амстердаме, на церемонии вручения премий фламандской музыкальной индустрии (MIA). Летом 2017 года Тамино выступал в Бельгии и Нидерландах на таких фестивалях, как «Rock Werchter» и «Pukkelpop».
Весной 2018 года объявил о работе с Колином Гринвудом (Radiohead) над песней «Indigo Night», а летом Тамино выступал на фестивалях по всей Европе, включая Парижский «Rock en Seine».

### Дебютный альбом
19 октября 2018 года Тамино выпустил свой первый полнометражный альбом «Amir». К работе над ним присоединился коллектив арабских музыкантов, базирующийся в Брюсселе, под названием «Nagham Zikrayat». Оркестр в основном состоит из профессиональных музыкантов с Ближнего Востока, большинство из которых являются беженцами, бежавшими из Ирака и Сирии.

В конце октября Тамино выступил в трёх шоу в «Ancienne Belgique» в рамках общеевропейского тура. 8 ноября 2018 года он выступил в Исландии на фестивале «Iceland Airwaves». 

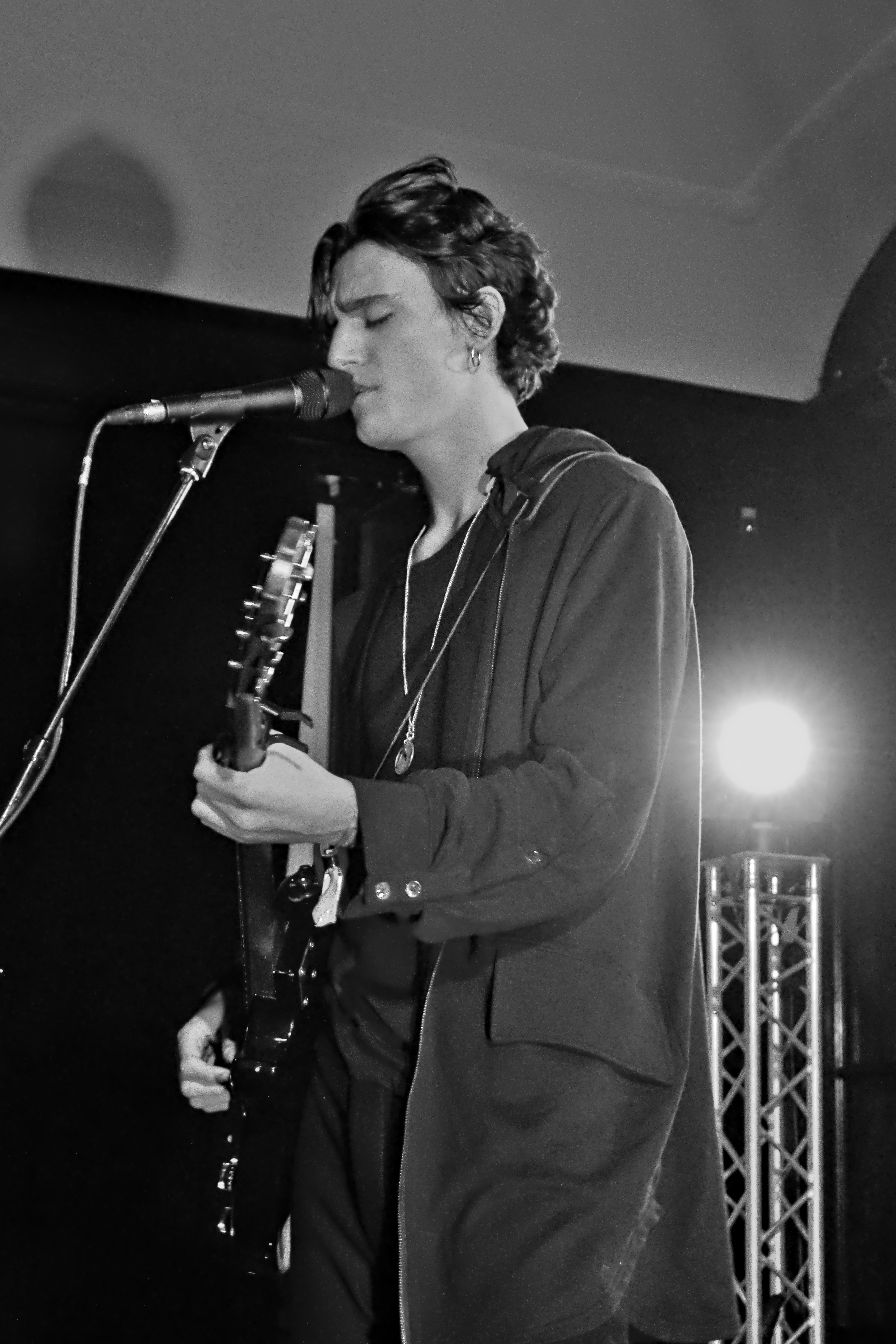
Тамино на фестивале «Waves Vienna» в 2018 году

В марте 2019 года Тамино сыграл четыре шоу на SXSW, что стало его первым шоу в североамериканском регионе, где он впервые вживую исполнил сингл «Indigo Night» вместе с Колином Гринвудом. 10 мая Тамино выпустил концертный EP под названием «Live at Ancienne Belgique». После SXSW он вернулся в Европу для гастролей по континенту, включая Францию, Великобританию, Германию и фестиваль «Sziget» в Будапеште.
Лана Дель Рей пригласила Тамино открыть её шоу, которое состоялось 22 июня 2019 в Дублине.
BBC назвали альбом как «Новый звук Нила» (англ. The New Sound Of The Nile) — ода дедушке Тамино, Мухарраму Фуаду. «The Independent» включил «Amir» в список 10 лучших альбомов 2018 года. На фестивале «Reeperbahn» в Германии Тамино выиграл премию «Anchor Award» и был номинирован на 5 премий «MIA Awards» в Бельгии.

### «Sahar»
27 апреля 2022 года Тамино выпустил новую композицию под названием «The First Disciple», которая стала первой после продолжительного затишья в музыкальной карьере исполнителя. В этот же день музыкант поделился музыкальным видео на вышедшую песню
Анонсировав несколько сольных концертов, билеты на которые разошлись очень быстро, 7 июня Тамино выпустил новую песню, которая получила название "Fascination". Певец так же анонсировал выход своего нового альбома. 
Релиз "Sahar" запланирован на 23 сентября 2022 года. "Sahar" станет вторым студийным альбомом Тамино, в пластинку войдет 10 песен, в числе которых и уже вышедшие "The First Disciple" и "Fascination".

### Карьера модели
Тамино снимался для коллекции SS19 Missoni, наряду с супермоделью Жизель Бюндхен.
Во время Парижской недели моды он был показан на видео «в разговоре» с Valentino, исполняя сольно песню «Indigo Night».
В мае 2019 года журнал «Vogue Hommes» посвятил Тамино 14 страниц, с интервью, которое брала Софи Роземонт и фото, снятое Паоло Роверси.

### Музыкальное влияние
В своих интервью Тамино вспоминает таких исполнителей, повлиявших на его музыкальное развитие, как Oum Kalthoum, Fairuz, Ник Кейв, Джон Леннон.
Будучи подростком слушал Radiohead, Nirvana, Тома Уэйтса, Леонарда Коэна, The Beatles.
В 2018 году в интервью выделил музыканта и вокалиста Хамза Эль Дина, поэта Халиля Джебрана и кантри-певца и продюсера Ли Хезлвуда.

## Дискография
- Tamino — EP (5 мая 2017)
- Habibi — EP (4 мая 2018)
- Amir (октябрь 2018)
- Live at Ancienne Belgique — EP (10 мая 2019)
- Sahar (22 сентября 2022)
- Willow — EP (4 марта 2025)
- Every Dawn’s a Mountain (21 марта 2025)